# 에콰도르 센타보 동전
에콰도르 센타보(스페인어: Centavos de dólar de Ecuador)는 에콰도르의 통화이다.
에콰도르는 2000년에 자국 통화인 에콰도르 수크레를 폐지하고 미국 달러를 법정 통화로 지정하였으며, 미국 달러 지폐 및 동전과 함께 유통할 목적으로 에콰도르 센타보 동전을 발행하고 있다. 동전의 액면은 1, 5, 10, 25, 50 센타보로 미국 달러 동전의 액면 및 크기와 동일하다. 미국 1달러 주화는 미국 안에서는 잘 쓰이지 않으나 에콰도르에서는 자주 쓰이며, 2000년에 100 센타보(1 수크레) 동전을 발행한 바 있으나 민트 세트로만 발행하고 유통되지는 않았다.

## 동전
에콰도르 센타보 동전에는 에콰도르 중앙은행의 이름(Banco Central del Ecuador), 숫자와 스페인어로 된 액면이 새겨져 있고 반대편에는 국명과 국장, 유명한 에콰도르인의 초상과 이름이 새겨져 있다. 1 센타보 동전에는 초상 대신 적도가 에콰도르를 지나가는 아메리카 대륙의 지도와 함께 'Luz de América(아메리카의 빛)' 문구가 적혀 있다.
유통 중인 대부분의 동전은 2000년에 발행하였다. 동전의 발행은 왕립 캐나다 조폐국과 멕시코 조폐국에서 하였다.
| 액면                           | 사진 | 앞면 | 뒷면                    | 지름     | 두께    | 질량    | 재질         | 테두리   | 발행            |
| ------------------------------ | ---- | ---- | ----------------------- | -------- | ------- | ------- | ------------ | -------- | --------------- |
| 1 센타보 Un centavo            |      | 액면 | 아메리카 대륙 지도      | 19 mm    | 1.25 mm | 2.52 g  | 황동         | 평면     | 2000년 9월 10일 |
| 1 센타보 Un centavo            |      | 액면 | 아메리카 대륙 지도      | 19 mm    | 1.45 mm | 2.35 g  | 구리 도금 철 | 평면     | 2003년          |
| 5 센타보 Cinco centavos        |      | 액면 | 후안 몬탈보             | 21.21 mm | 1.9 mm  | 4.95 g  | 스테인리스강 | 평면     | 2000년 9월 10일 |
| 10 센타보 Diez centavos        |      | 액면 | 에우헤니오 에스페호     | 17.91 mm | 1.3 mm  | 2.3 g   | 스테인리스강 | 톱니무늬 | 2000년 9월 10일 |
| 25 센타보 Veinticinco centavos |      | 액면 | 호세 호아킨 데 올메도   | 24.26 mm | 1.75 mm | 5.8 g   | 스테인리스강 | 톱니무늬 | 2000년 9월 10일 |
| 50 센타보 Cincuenta centavos   |      | 액면 | 엘로이 알파로           | 30.61 mm | 2.1 mm  | 11.25 g | 스테인리스강 | 톱니무늬 | 2000년 9월 10일 |
| 1 수크레 Un sucre              |      | 액면 | 안토니오 호세 데 수크레 | 30.5 mm  | 2.2 mm  | 11.25 g | 니켈 도금 철 | 톱니무늬 | 2000년          |

## 같이 보기
- 에콰도르의 경제